# NBC偵察車
NBC偵察車是防衛省開發的NBC（核・生物・化學）武器處理用輪式裝甲車。2009年（平成21年）開發完成，2010年（平成22年）開始服役。
陸上自衛隊現在有NC型（核武・化學）處理用的化學防護車和B型（細菌戰）處理用的生物偵察車，所以構想中一體化的NBC處理車輛已經是必然的，預計配備在化學科兵種。
核・生物・化學（NBC）武器可以造成廣範圍地域污染狀況所以探測識別器材和偵察行動是必要的情報收集，以便了解早期狀況、以採取適當措施・抑止被害範圍擴大。化學防護車和生物偵察車一體化的未來輪型戰鬥車；可以使運用彈性加大、減低後續災難成本。

## 採購數量
| 予算計上年度         | 調達数 |
| -------------------- | ------ |
| 平成22年度（2010年） | 3輛    |
| 平成23年度（2011年） | 11輛   |
| 平成25年度（2013年） | 2輛    |
| 平成26年度（2014年） | 2輛    |
| 平成27年度（2015年） | 1輛    |
| 合計                 | 19輛   |